# Ferdinand Maes
Ferdinand Maes (6 januari 1866 - 4 februari 1932) was Belgisch ondernemer en politicus voor het Katholiek Verbond van België.

## Levensloop
Ferdinand was de zoon van Egied Maes (1834-1922), de stichter van Brouwerij Maes én Sidonie van Heymbeeck. Egied was de grondlegger van het familiebedrijf toen hij in 1880 de Brouwerij Sint-Michaël te Waarloos overnam van Lieven Van Hooymissen. Deze laatste had in 1849 de brouwerij gekocht van een zekere van Noyen. 
Samen met zijn broer Theofiel, nam Ferdinand de zaak over (1901) en veranderde de naam Brouwerij Sint-Michaël in Stoombrouwerij Mouterij St-Michaël Gebroeders Maes. Het was de start van voortdurende expansie en overnames. Thans vormt de brouwerij samen met Cristal Alken een onderdeel van de Nederlandse groep Heineken.
In 1922 stelde Ferdinand zich kandidaat voor de gemeenteraadsverkiezingen op de lijst van de katholieke partij, waar hij tot de conservatieve vleugel behoorde. Wat resulteerde in een schepenambt. Na de verkiezingen van 1926 en de dood van zijn voorganger Jan Baptist Francis, werd Ferdinand in 1927 benoemd tot burgemeester. Hij bleef in functie tot zijn overlijden in 1932. Hij werd opgevolgd door Jan Baptist Van der Auwera.